# 잉글랜드 국왕
잉글랜드 국왕(영어: King of England)은 잉글랜드 왕국의 국가원수다.

## 왕호
창업군주 애설스탠으로부터 실지왕 존의 대까지 모든 잉글랜드 군주는 "잉글랜드인의 왕(영어: King of the English, 라틴어: Rex Anglorum)"을 왕호로 사용했다. 노르만인의 잉글랜드 정복 이전의 왕들은 그 외에도 다음과 같은 왕호들을 병용했다.
- 애설스탠: 전(全) 브리튼의 왕(라틴어: Rex totius Britanniae)
- 에드먼드 1세 장려왕: 브리튼의 왕(라틴어: Rex Britanniæ), 잉글랜드인과 다른 민족들의 왕이며 지배자이며 감독자(라틴어: Rex Anglorum cæterarumque gentium gobernator et rector)
- 애드레드: 앵글로색슨인, 노섬브리아인, 이교인, 브리튼인들의 제(諸)정부 제왕국을 다스리는 이(라틴어: Regis qui regimina regnorum Angulsaxna, Norþhymbra, Paganorum, Brettonumque)
- 애드위그 공평왕: 하느님의 은총으로 세우신 앵글로색슨인과 노섬브리아인의 황제이며 이교인들의 감독자이고 브리튼인의 사령관(라틴어: Rex nutu Dei Angulsæxna et Northanhumbrorum imperator paganorum gubernator Breotonumque propugnator)
- 에드거 평화왕: 전(全) 알비온과 그 주변 영토의 군주(라틴어: Totius Albionis finitimorumque regum basileus)
- 크누트 대왕: 잉글랜드인을 비롯 모든 브리튼권(圈)의 왕이며 지배자이며 감독자(라틴어: Rex Anglorum totiusque Brittannice orbis gubernator et rector), 전(全) 브리튼 잉글랜드인의 군주(Brytannie totius Anglorum monarchus)

노르만 왕조 시기에도 "잉글랜드인의 왕(라틴어: Rex Anglorum, 영어: King of the English)"이라는 표현이 계속 사용되었으나 "잉글랜드 국왕(라틴어: Rex Anglie, 영어: King of England)"도 사용되기 시작했다. 신성로마황후 마틸다는 스스로를 "잉글랜드인의 대부인(라틴어: Domina Anglorum, 영어: Lady of the English)"이라고 칭했다.
실지왕 존 이후로는 "잉글랜드 국왕" 이외의 다른 칭호는 기피되어 사용되지 않게 되었다.
1603년 잉글랜드 왕위를 상속받은 스코트인의 왕 제임스 6세는 그 이듬해인 1604년 "그레이트브리튼 국왕(영어: King of Great Britain) 칭호를 사용하기 시작했다. 하지만 잉글랜드와 스코틀랜드의 양 의회가 모두 이 칭호를 인정하지 않아 법적 근거는 없었다. 1707년 연합법으로 잉글랜드 국왕위와 스코트인의 왕위가 완전히 통폐합된 앤 여왕 대에 가서야 "그레이트브리튼 국왕"이 공식 왕호가 되었다.

## 목록
| 초상 | 이름                            | 문장                                  | 정통성                                                               | 치세                                           | 왕호                                                        |
| 앵글로색슨 잉글랜드                                                                                     | 앵글로색슨 잉글랜드             | 앵글로색슨 잉글랜드                   | 앵글로색슨 잉글랜드                                                  | 앵글로색슨 잉글랜드                            | 앵글로색슨 잉글랜드                                         |
| 웨식스조                                                                                                | 웨식스조                        | 웨식스조                              | 웨식스조                                                             | 웨식스조                                       | 웨식스조                                                    |
| --- | ------------------------------- | ------------------------------------- | -------------------------------------------------------------------- | ---------------------------------------------- | ----------------------------------------------------------- |
| King Athelstan from All Souls College Chapel                                                            | 애설스탠                        |                                       | 에드워드 장형왕의 아들                                               | 924년-939년 10월 27일                          | 앵글로색슨인의 왕(924년–927년) 잉글랜드인의 왕(927년–939년) |
| | 에드먼드 1세 장려왕             |                                       | 에드워드 장형왕의 아들                                               | 939년 10월 28일-946년 5월 26일                 | 잉글랜드인의 왕                                             |
| | 애드레드                        |                                       | 에드워드 장형왕의 아들                                               | 946년 5월 27일-955년                           | 잉글랜드인의 왕                                             |
| Line engraving of Edwy made by an unknown engraver after an unknown artist                              | 에드위그 공평왕                 |                                       | 에드먼드 1세의 아들                                                  | 955년-959년 10월 1일                           | 잉글랜드인의 왕                                             |
| | 에드거 1세 평화왕               |                                       | 에드먼드 1세의 아들                                                  | 959년 10월 2일-975년 7월 8일                   | 잉글랜드인의 왕                                             |
| St. Edward the Martyr                                                                                   | 에드워드 순교왕                 |                                       | 에드거 1세의 아들                                                    | 975년 7월 9일-978년 3월 18일                   | 잉글랜드인의 왕                                             |
| Image of Æthelred II with an oversize sword from the illuminated manuscript "The Chronicle of Abingdon" | 애셀레드 미숙왕                 |                                       | 에드거 1세의 아들                                                    | 978년 3월 19일-1013년                          | 잉글랜드인의 왕                                             |
| 데인조                                                                                                  |                                 |                                       |                                                                      |                                                |                                                             |
| Sweyn Forkbeard, from an architectural element in the Swansea Guildhall, Swansea, Wales                 | 스베인 꼬치수염왕               |                                       | 정복의 권리                                                          | 1013년 12월 25일-1014년 2월 3일                | 잉글랜드인의 왕 데인인의 왕                                 |
| 웨섹스조 (제1차 복위)                                                                                   |                                 |                                       |                                                                      |                                                |                                                             |
| Image of Æthelred II with an oversize sword from the illuminated manuscript "The Chronicle of Abingdon" | 애셀레드 미숙왕                 |                                       | 에드거 1세의 아들                                                    | 1014년 2월 3일-1016년 4월 23일                 | 잉글랜드인의 왕                                             |
| Edmund Ironside                                                                                         | 에드먼드 2세 강용왕             |                                       | 애셀레드의 아들                                                      | 1014년 4월 24일-1016년 11월 30일               | 잉글랜드인의 왕                                             |
| 데인조 (복위)                                                                                           |                                 |                                       |                                                                      |                                                |                                                             |
| | 크누트 대왕                     |                                       | 스베인의 아들 (디어허스트 조약)                                      | 1016년 10월 18일-1035년 11월 12일              | 잉글랜드인의 왕 데인인의 왕 노르웨이 국왕                   |
| | 해럴드 1세 토끼발왕             |                                       | 크누트의 아들 (분할상속)                                             | 1035년 11월 13일-1040년 3월 17일               | 잉글랜드인의 왕                                             |
| | 하르다크누트                    |                                       | 크누트의 아들                                                        | 1040년 3월 17일-1042년 6월 8일                 | 잉글랜드인의 왕 데인인의 왕                                 |
| 웨식스조 (제2차 복위)                                                                                   |                                 |                                       |                                                                      |                                                |                                                             |
| | 에드워드 참회왕                 |                                       | 애설레드의 아들                                                      | 1042년 6월 9일-1066년 1월 5일                  | 잉글랜드인의 왕                                             |
| | 해럴드 2세 고드윈의 아들        |                                       | 에드워드 참회왕의 추정상속인 위테나예모트의 선출                     | 1066년 1월 6일-1066년 10월 14일                | 잉글랜드인의 왕                                             |
| | 에드거 2세 애셀링               |                                       | 에드먼드 2세의 손자                                                  | 1066년 10월 15일-1066년 12월 17일              | (대관식 못함)                                               |
| 노르만조                                                                                                |                                 |                                       |                                                                      |                                                |                                                             |
| William the Conqueror depicted at the Battle of Hastings, on the Bayeux Tapestry                        | 윌리엄 1세 정복왕               |                                       | 에드워드 참회왕의 추정상속인(이라고 주장) 정복의 권리                | 1066년 12월 25일-1087년 9월 9일                | 잉글랜드인의 왕                                             |
| William Rufus depicted in the Stowe Manuscript                                                          | 윌리엄 2세 적색왕               |                                       | 윌리엄 1세의 아들 (지명)                                             | 1087년 9월 9일-1100년 8월 2일                  | 잉글랜드인의 왕                                             |
| Henry I                                                                                                 | 헨리 1세 뷰클레륵               |                                       | 윌리엄 1세의 아들 (장악)                                             | 1100년 8월 2일-1135년 12월 1일                 | 잉글랜드인의 왕                                             |
| 블루아가                                                                                                |                                 |                                       |                                                                      |                                                |                                                             |
| Stephen                                                                                                 | 스티븐 드 블루아                |                                       | 윌리엄 1세의 손자 (지명 또는 찬탈)                                   | 1135년 12월 22일-1154년 10월 25일              | 잉글랜드인의 왕                                             |
| 플랜태저넷가                                                                                            |                                 |                                       |                                                                      |                                                |                                                             |
| Matilda                                                                                                 | 마틸다                          |                                       | 헨리 1세의 딸 (장악)                                                 | 1141년 4월 7일-1141년 11월 1일 (스티븐과 분쟁) | 잉글랜드인의 대부인 앙주 백작부인 (구) 신성로마황후         |
| Henry II                                                                                                | 헨리 2세                        |                                       | 헨리 1세의 손자 (월링퍼드 조약)                                      | 1154년 10월 25일-1189년 7월 6일                | 잉글랜드인의 왕                                             |
| Richard the Lionheart, an illustration from a 12th-century codex                                        | 리처드 1세 사자심왕             |                                       | 헨리 2세의 아들 (장자상속)                                           | 1189년 7월 6일-1199년 4월 6일                  | 잉글랜드인의 왕                                             |
| King John                                                                                               | 존 실지왕                       |                                       | 리처드 1세의 동생 (친족상속)                                         | 1199년 4월 6일-1216년 10월 19일                | 잉글랜드인의 왕                                             |
| |                                 |                                       |                                                                      |                                                |                                                             |
| Henry III                                                                                               | 헨리 3세                        |                                       | 존의 아들 (장자상속)                                                 | 1216년 10월 19일-1272년 11월 16일              | 잉글랜드 국왕                                               |
| | 에드워드 1세 긴다리왕           |                                       | 헨리 3세의 아들 (장자상속)                                           | 1272년 11월 16일-1307년 7월 7일                | 잉글랜드 국왕                                               |
| | 에드워드 2세                    |                                       | 에드워드 1세의 아들 (장자상속)                                       | 1307년 7월 7일-1327년 1월 25일                 | 잉글랜드 국왕                                               |
| | 에드워드 3세                    |                                       | 에드워드 2세의 아들 (장자상속)                                       | 1327년 2월 1일-1377년 6월 21일                 | 잉글랜드 국왕                                               |
| | 리처드 2세                      |                                       | 에드워드 3세의 손자 (장자상속)                                       | 1377년 6월 22일-1399년 9월 30일                | 잉글랜드 국왕                                               |
| 랭커스터가                                                                                              |                                 |                                       |                                                                      |                                                |                                                             |
| Henry IV                                                                                                | 헨리 4세 볼링브로크             |                                       | 에드워드 3세의 손자 (찬탈 또는 부계장자상속)                         | 1399년 9월 30일-1413년 3월 20일                | 잉글랜드 국왕                                               |
| Henry V                                                                                                 | 헨리 5세                        |                                       | 헨리 4세의 아들 (부계장자상속)                                       | 1413년 3월 21일–1422년 8월 31일                | 잉글랜드 국왕                                               |
| Henry VI                                                                                                | 헨리 6세                        |                                       | 헨리 5세의 아들 (부계장자상속)                                       | 1422년 8월 31일-1461년 3월 4일                 | 잉글랜드 국왕 프랑스 국왕                                   |
| 요크가                                                                                                  |                                 |                                       |                                                                      |                                                |                                                             |
| Edward IV                                                                                               | 에드워드 4세                    |                                       | 에드워드 3세의 고손자 (장악 내지 동계장자상속)                       | 1461년 3월 4일-1470년 10월 3일                 | 잉글랜드 국왕                                               |
| 랭커스터가 (복위)                                                                                       |                                 |                                       |                                                                      |                                                |                                                             |
| Henry VI                                                                                                | 헨리 6세                        |                                       | 헨리 5세의 아들 (장악)                                               | 1470년 10월 30일-1471년 4월 11일               | 잉글랜드 국왕                                               |
| 요크가 (복위)                                                                                           |                                 |                                       |                                                                      |                                                |                                                             |
| Edward IV                                                                                               | 에드워드 4세                    |                                       | 에드워드 3세의 고손자 (장악 내지 동계장자상속)                       | 1471년 4월 11일-1483년 4월 9일                 | 잉글랜드 국왕                                               |
| Edward V                                                                                                | 에드워드 5세                    |                                       | 에드워드 4세의 아들 (동계장자상속)                                   | 1483년 4월 9일-1483년 6월 26일                 | 잉글랜드 국왕                                               |
| Richard III                                                                                             | 리처드 3세                      |                                       | 에드워드 3세의 고손자 (티툴루스 레기우스) 에드워드 4세의 동생 (찬탈) | 1483년 6월 26일-1485년 8월 22일                | 잉글랜드 국왕                                               |
| 튜더조                                                                                                  |                                 |                                       |                                                                      |                                                |                                                             |
| Henry VII, by Michel Sittow, 1505                                                                       | 헨리 7세                        |                                       | 에드워드 3세의 현손 (왕위 찬탈)                                      | 1485년 8월 22일-1509년 4월 21일                | 잉글랜드 국왕                                               |
| Henry VIII, by Hans Holbein, c.1536                                                                     | 헨리 8세                        |                                       | 헨리 7세의 아들 (장자상속)                                           | 1509년 4월 21일~1547년 1월 28일                | 잉글랜드 국왕 아일랜드 국왕                                 |
| Edward VI, by Hans Eworth                                                                               | 에드워드 6세                    |                                       | 헨리 8세의 아들 (장자상속)                                           | 1547년 1월 28일-1553년 7월 6일                 | 잉글랜드 국왕 아일랜드 국왕                                 |
| | 제인 그레이 9일여왕             |                                       | 헨리 7세의 증손녀 (계승공식)                                         | 1553년 7월 10일-1553년 7월 19일                | 잉글랜드 여왕 아일랜드 여왕                                 |
| Mary I, by Antonius Mor, 1554                                                                           | 메리 1세 유혈여왕               |                                       | 헨리 8세의 딸 (제3승계법)                                            | 1553년 7월 19일-1558년 11월 17일               | 잉글랜드 여왕 아일랜드 여왕 에스파냐 왕비                   |
| King Philip of England                                                                                  | 펠리페 2세                      | 메리 1세의 남편 (1 Mar. Sess. 3 c. 2) | 1554년 7월 25일-1558년 11월 17일                                     | 에스파냐 국왕 잉글랜드 국왕                    |                                                             |
| | 엘리자베스 1세 처녀여왕         |                                       | 헨리 8세의 딸 (제3승계법)                                            | 1558년 11월 7일-1603년 3월 24일                | 잉글랜드 여왕 아일랜드 여왕                                 |
| 스튜어트조                                                                                              |                                 |                                       |                                                                      |                                                |                                                             |
| James I, by Paulus van Somer                                                                            | 제임스 1세                      |                                       | 헨리 7세의 고손자                                                    | 1603년 3월 24일 – 1625년 3월 27일              | 잉글랜드 국왕 스코트인의 왕 아일랜드 국왕                   |
| Charles I, by Anthony van Dyck                                                                          | 찰스 1세                        |                                       | 제임스 1세의 아들 (장자상속)                                         | 1625년 3월 27일 – 1649년 1월 30일              | 잉글랜드 국왕 스코트인의 왕 아일랜드 국왕                   |
| 공위기                                                                                                  |                                 |                                       |                                                                      |                                                |                                                             |
| 이 부분의 본문은 잉글랜드 연방 입니다.                                                                  |                                 |                                       |                                                                      |                                                |                                                             |
| |                                 |                                       |                                                                      |                                                |                                                             |
| | 올리버 크롬웰 올드 아이언사이즈 |                                       | 왕정폐지. 공화정.                                                    | 1653년 12월 16일-1658년 9월 3일                | 호국경                                                      |
| | 리처드 크롬웰 텀블다운 딕       | 올리버 크롬웰의 아들                  | 1658년 9월 3일-1659년 5월 7일                                        | 호국경                                         |                                                             |
| 스튜어트조 ( 복고 )                                                                                     |                                 |                                       |                                                                      |                                                |                                                             |
| | 찰스 2세                        |                                       | 찰스 1세의 아들 (동계장자상속)                                       | 1660년 5월 29일-1685년 2월 6일                 | 잉글랜드 국왕 스코트인의 왕 아일랜드 국왕                   |
| | 제임스 2세                      |                                       | 찰스 1세의 아들 (동계장자상속)                                       | 1685년 2월 6일-1688년 12월 23일 (폐위됨)       | 잉글랜드 국왕 스코트인의 왕 아일랜드 국왕                   |
| | 메리 2세                        |                                       | 찰스 1세의 손녀 부부 (의회의 추대)                                   | 1689년 2월 13일-1694년 12월 28일               | 잉글랜드 여왕 스코트인의 여왕 아일랜드 여왕                 |
| | 윌리엄 3세 오렌지               |                                       | 찰스 1세의 손녀 부부 (의회의 추대)                                   | 1689년 2월 13일-1702년 3월 8일                 | 잉글랜드 국왕 스코트인의 왕 아일랜드 국왕 오렌지 공         |
| | 앤                              |                                       | 제임스 2세의 딸 (동계장녀상속)                                       | 1702년 3월 8일-1707년 5월 1일                  | 잉글랜드 여왕 스코트인의 여왕 아일랜드 여왕                 |
| 이후는 영국의 군주를 참조.                                                                              |                                 |                                       |                                                                      |                                                |                                                             |

## 같이 보기
- 브레트왈다
- 칠왕국
- 영국의 왕위 계승 순위
- 잉글랜드의 군주 배우자
- 브리튼인의 신화적 왕